# Lillebil Ibsen
Lillebil Ibsen (6 de agosto de 1899 – 22 de agosto de 1989) fue una bailarina y actriz noruega.

## Biografía
Su verdadero nombre era Sofie Parelius Monrad Krohn, y nació en Oslo, Noruega, siendo sus padres Georg Monrad Krohn (1865-1934), un ingeniero, y Gyda Christensen, actriz, directora y creadora del primer ballet noruego. Ésta enseñó ballet a Sofie, la cual debutó a los diez años de edad en el Teatro nacional de Oslo con La princesa y el guisante, representación que dirigía su madre.
En años siguientes «Madame Lillebil» siguió su carrera en el extranjero. Bailó en Londres y París conociendo, entre otros, al coreógrafo Mikhail Fokine y al compositor Ígor Stravinski. A los 16 años fue contratada por el gran escenógrafo Max Reinhardt en Berlín, donde llegó a ser primera bailarina. 
A esa edad debutó como actriz en Den uskikkelige lille prinsesse en el Teatro Nacional. Alternó actuaciones en el extranjero y en Noruega, pero finalmente decidió quedarse en su país y actuar en producciones teatrales, cinematográficas y en revistas.  
Durante la Exposición del Jubileo de 1914 llevada a cabo en Oslo, conoció a Tancred Ibsen (1893–1978), nieto del escritor Henrik Ibsen. Se casaron cinco años después, cuando Lillebil acababa de cumplir los veinte años, y vivieron juntos casi sesenta años, hasta la muerte de él en 1978. Una vez casada, Lillebil decidió establecerse en Noruega. 
En 1923 fue contratada por el Centralteatret, actuando primero en la pantomima Scaramouche, con música de Jean Sibelius, y después en La dama de las camelias. Al siguiente año trabajó en una revista en el cabaret Chat Noir. Sus canciones, bailes y parodias se hicieron muy populares, y hubo de interpretar varias de ellas en Londres, París, Estocolmo y Copenhague. Durante 28 años (1928–1956) estuvo asociada al Det Nye Teater, y durante otros 13 (1956–1969) con el Teatro Nacional de Oslo. 
Lillebil Ibsen colaboró con varios actores, entre ellos Gösta Ekman (sénior) en La viuda alegre, en Estocolmo y, especialmente, con Per Aabel. Con este último actuó en Kjære løgnhals, trabajo gracias al cual recibió el premio de la crítica en 1961. La obra tuvo numerosas representaciones en Noruega y en países vecinos. Ibsen celebró sus setenta años sobre los escenarios en 1981 actuando como Mrs. Pat en Kjære løgnhals.
Lillebil Ibsen falleció en el año 1989 en Oslo. Fue enterrada junto a su marido y sus suegros en el Cementerio Vår Frelsers gravlund, en Oslo. Fue madre del embajador Tancred Ibsen Jr.

## Premios
- 1983 : Premio honorífico Karl Gerhard

## Filmografía (selección)
- 1958 – Mannekeng i rødt
- 1934 – Op med hodet!
- 1931 – Likhet for loven
- 1922 – Pan
- 1919 – Sången om den Eldröda Blomman